# Eupelmus greelyi
Eupelmus greelyi är en stekelart som beskrevs av Girault 1915. Eupelmus greelyi ingår i släktet Eupelmus och familjen hoppglanssteklar. Inga underarter finns listade i Catalogue of Life.